# К. А. Т. (станція метро)
«К. А. Т.» (грец. Κ.Α.Τ.) — станція Афінського метрополітену, в складі Афіно — Пірейської залізниці. Знаходиться на відстані 24 631 метрів від станції метро «Пірей». Як станція метро була відкрита 27 березня 1989 року. На станції заставлено тактильне покриття.